# Helina cinerella
Helina cinerella este o specie de muște din genul Helina, familia Muscidae. A fost descrisă pentru prima dată de Wulp în anul 1867. Conform Catalogue of Life specia Helina cinerella nu are subspecii cunoscute.